# Пердомо, Антонио
Антонио «Ньико» Пердомо Эстрелья (исп. Antonio «Ñico» Perdomo Estrella, 13 июня 1943 — 10 ноября 2009) — кубинский волейбольный тренер. Главный тренер женской сборной Кубы в 1997—1999 и 2007—2008 годах. Под его руководством кубинская сборная в 1998 году стала чемпионом мира.

## Биография
Антонио Пердомо (известный также по прозвищу «Ньико») родился в Которро — юго-западном районе Гаваны. В детстве и юности занимался велоспортом и бейсболом, но позже переключился на волейбол. В 23-летнем возрасте началась тренерская деятельность Пердомо, когда Эухенио Хорхе пригласил его в мужскую сборную Кубы в качестве своего ассистента. В 1968 Хорхе возглавил женскую национальную команду страны, а Пердомо — женскую молодёжную сборную Кубы. В 1973 в национальной женской сборной оба наставника создали тренерский дуэт, просуществовавший на протяжении 23 лет и принесший сборной Кубы огромное количество наград на мировой и континентальной арене. В 1978 году под руководством Хорхе и при помощи Пердомо национальная команда Кубы неожиданно выиграла чемпионат мира, проходивший в СССР, а за год до этого стала серебряным призёром Кубка мира. Всего же при тренерском тандеме Хорхе и Пердомо с 1973 по 1996 кубинские волейболистки дважды становились олимпийскими чемпионками, дважды — чемпионками мира, трижды — обладателями Кубка мира, 10 раз — чемпионками NORCECA, 7 раз — чемпионками Панамериканских игр, а также призёрами на этих и других международных соревнованиях.
После Олимпиады-1996 великий Эухенио Хорхе покинул сборную, возглавил которую его многолетний ассистент. На самостоятельной работе в национальной команде Пердомо продолжил победные традиции великой кубинской команды 1990-х, приведя её к третьему титулу чемпионок мира в 1998, к 4-й победе в розыгрыше Кубка мира в 1999, а также к двум победам в континентальных чемпионатах.
В конце 1999 года Пердомо перешёл на работу с мужской сборной Кубы, сначала в качестве менеджера, а затем — тренера. После женского чемпионата мира 2006, где кубинские волейболистки стали лишь седьмыми, Пердомо вновь возглавил женскую национальную команду, тренером в которой остался Хорхе. Тем самым был воссоздан дуэт, принесший в 1970—1990-х годах славу женскому кубинскому волейболу.               
2007 был ознаменован восстановлением пошатнувшихся позиций сборной Кубы на американском континенте. В том году кубинские волейболистки под руководством Пердомо вышли победителями во всех соревнованиях западного полушария — Панамериканском Кубке, Панамериканских играх и чемпионате NORCECA. Особенно яркой стала победа кубинок в волейбольном турнире Панамериканских игр, проходивших в бразильском Рио-де-Жанейро. В финале в упорнейшей борьбе «карибские брюнетки» вырвали победу в пяти сетах у хозяек соревнований — действующих серебряных призёров мирового первенства волейболисток Бразилии. О характере борьбы в решающем матче красноречиво говорит счёт по партиям — 25:27, 25:22, 22:25, 34:32, 17:15.
После «серебра» Гран-при 2008, на котором кубинки пропустили вперёд себя только ту же Бразилию, на Олимпийские игры в Пекин сборная Кубы ехала в ранге одного из фаворитов, но после яркого старта (6 побед в 6 матчах, в том числе над США и Китаем) в полуфинале последовало поражение от американской сборной 0:3, а затем неудача и в «бронзовом» матче против Китая — 1:3. Тем самым прервалась олимпийская призовая серия команды Кубы, в ходе которой они 4 раза подряд поднимались на пьедестал почёта олимпийских волейбольных турниров. После пекинских Игр Пердомо и Хорхе покинули сборную. После ухода из активного спорта тандем двух единомышленников не распался. Хорхе, являвшийся президентом Федерации волейбола Кубы, пригласил Пердомо в качестве советника и на этом посту «Ньико» проработал до своей тяжёлой болезни.          
10 ноября 2009 года после многомесячной комы Антонио Пердомо Эстрелья скончался.

## Тренерские достижения[2]
Женская сборная Кубы:
- чемпион мира 1998.
- победитель розыгрыша Кубка мира 1999.
- серебряный призёр розыгрыша Всемирного Кубка чемпионов 1997.
- серебряный (1997, 2008) и бронзовый (1998) призёр Мирового Гран-при.
- 3-кратный чемпион NORCECA — 1997, 1999, 2007.
- чемпион (2007) и серебряный призёр (1999) Панамериканских игр.
- победитель розыгрыша Панамериканского Кубка 2007.
- чемпион Центральноамериканских и Карибских игр 1998.